# Tylos africanus
Tylos africanus är en kräftdjursart som beskrevs av Franco Ferrara 1974A. Tylos africanus ingår i släktet Tylos och familjen Tylidae. Inga underarter finns listade i Catalogue of Life.